# Ejido la Campana
Ejido la Campana är en ort i kommunen Ocoyoacac i delstaten Mexiko i Mexiko. Samhället hade 423 invånare vid folkräkningen år 2020.